# Lúka
Lúka (in ungherese Vágluka) è un comune della Slovacchia facente parte del distretto di Nové Mesto nad Váhom, nella regione di Trenčín.